# The Return of the Manticore
The Return of the Manticore — збірка англійської групи Emerson, Lake & Palmer, випущена 16 листопада 1993 року.

## Композиції

### Диск 1
1. Touch and Go — 3:01
2. Hang on to a Dream — 4:27
3. 21st Century Schizoid Man — 3:07
4. Fire — 3:24
5. Pictures at an Exhibition — 15:33 Promenade — 1:46 The Gnome — 2:07 Promenade — 1:44 The Sage — 3:10 The Hut of Baba Yaga — 1:16 The Great Gates of Kiev — 5:30
6. I Believe in Father Christmas — 3:26
7. Introductory Fanfare / Peter Gunn — 4:27
8. Tiger in a Spotlight — 4:32
9. Toccata — 7:20
10. Trilogy — 8:53
11. Tank — 6:47
12. Lucky Man — 4:37

### Диск 2
1. Tarkus — 20:35 Eruption — 2:43 Stones of Years — 3:44 Iconoclast — 1:15 Mass — 3:11 Manticore — 1:52 Battlefield — 3:51 Aquatarkus — 3:59

1. From the Beginning — 4:14
2. Take a Pebble — 22:48 Take a Pebble — 4:58 Lucky Man — 3:02 Piano Improvisations — 11:55 Take a Pebble — 2:53

1. Knife Edge — 5:05
2. Paper Blood — 4:26
3. Hoedown — 3:43
4. Rondo — 14:28

### Диск 3
1. The Barbarian — 4:28
2. Still…You Turn Me On — 2:52
3. The Endless Enigma — 10:37 The Endless Enigma Part 1 — 6:41 Fugue — 1:56 The Endless Enigma Part 2 — 2:00
4. C'est La Vie — 4:16
5. The Enemy God Dances with the Black Spirits — 3:21
6. Bo Diddley — 5:03
7. Bitches Crystal — 3:55
8. A Time and a Place — 2:57
9. Living Sin — 3:12
10. Karn Evil 9 — 29:37 1st Impression — 13:23 2nd Impression — 7:07 3rd Impression — 9:07
11. Honky Tonk Train Blues — 3:11

### Диск 4
1. Jerusalem — 2:44
2. Fanfare for the Common Man — 9:40
3. Black Moon — 6:58
4. Watching Over You — 3:54
5. Piano Concerto No. 1 Third Movement: Toccata Con Fuoco — 6:48
6. For You — 4:27
7. Prelude and Fugue — 3:15
8. Memoirs of an Officer and a Gentleman — 20:12 Prologue/The Education of a Gentleman — 5:34 Love at First Sight — 5:36 Letters from the Front — 5:18 Honourable Company — 3:46
9. Pirates — 13:18
10. Affairs of the Heart — 3:46

## Учасники запису
- Кіт Емерсон — орган, синтезатор, фортепіано, челеста, клавішні, орган Гаммонда, синтезатор Муга
- Грег Лейк — акустична гітара, бас-гітара, електрогітара, вокал
- Карл Палмер — перкусія, ударні